# نهنگ نیزه‌ای معمولی
وال های مینک به طور گسترده در بیشتر مناطق گرمسیری، معتدل و قطبی از حدود 65 درجه جنوبی تا 80 درجه شمالی توزیع میشوند. وال های مینک معمولی در تمام حوضه های اقیانوسی یافت میشوند و زیرگونه های نهنگ مینک کوتوله کم و  بیش محدود در نیمکره جنوبی است . نهنگ های مینک قطب جنوب معمولا بین 60 درجه جنوبی و لبه یخ دیده میشوند،اگر چه میتوانند در داخل یخ های بسته نیز وجود داشته باشند که مطالعه انها دشوار است.

## نگارخانه

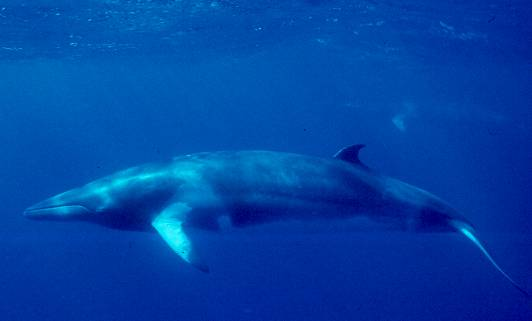